# アップル&ペアーズ
アップル&ペアーズ（アップル・アンド・ペアーズ）は、日本のロックバンド。1993年結成。2000年解散。

## メンバー
- 岡田純 - ボーカル、ギター
- 磯山淳一 - ギター
- 永井 "ノリスケ" 博幸 - ベース
- 英智央 - ドラム

## 概要
1993年8月、カバーセッションライブをきっかけに結成される。1993年12月には新宿ロフトにてデビューライブを敢行。その後も活動を行い、1996年5月にインディーズレーベルから3曲入りマキシシングル「DAYS」をリリースする。
1996年10月に白井良明プロデュースによるシングル「ときには空」でポリスターからメジャーデビュー。以降2枚のアルバムと8枚のシングルを発表する。その間多くのライブを行い、音楽活動以外にラジオのパーソナリティなども勤める。1999年10月にシングル「Coaster Ride」を発売するが、2000年8月31日をもって解散。
2012年、期間限定で再結成。2月には下北沢のCLUB Queで再結成ライブが行われる。
2021年10月25日、ポリスターから1996年から1999年にかけてリリースされた全タイトルをデジタルリリースを開始。

## タイアップ一覧
| 使用年 | 曲名                       | タイアップ                                                     |
| ------ | -------------------------- | -------------------------------------------------------------- |
| 1996年 | ときには空                 | 読売テレビ・日本テレビ系『新テンベストSHOW』エンディングテーマ |
| 1997年 | 夜を越えたい               | テレビ東京系『TVチャンピオン』エンディングテーマ               |
| 1999年 | イエロー                   | フジテレビ系『鶴瓶・南原の日本のよふけ』エンディングテーマ     |
| 1999年 | Coaster Ride               | 仙台放送『M-KIDS』オープニングテーマ                           |
| 1999年 | When the Summer is Through | テレビユー福島『VJパロパロ』テーマソング                       |